# Relevo da Venezuela

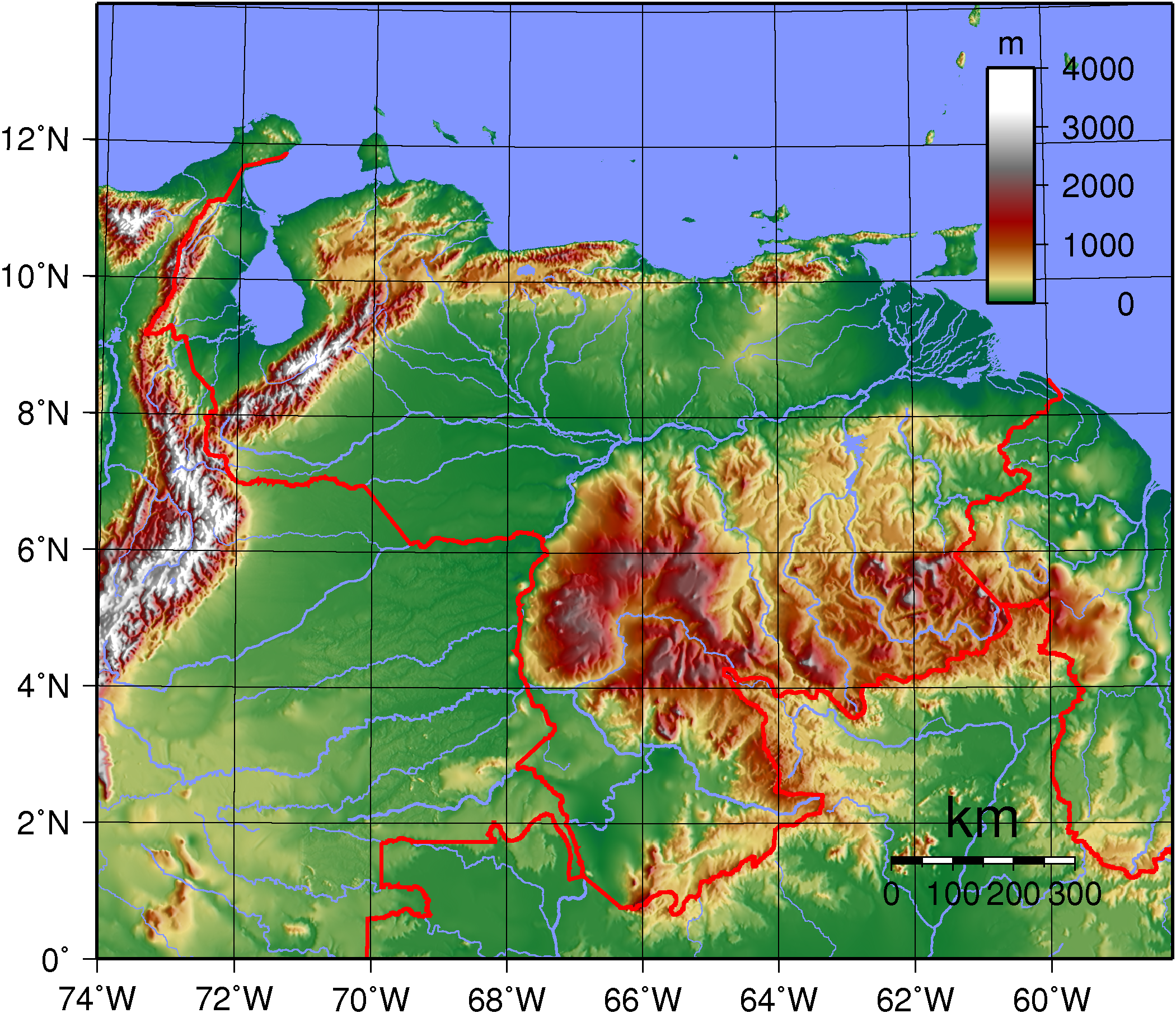
Mapa físico da Venezuela.

O Relevo da Venezuela tem as seguintes características: litoral com várias penínsulas e ilhas; 2 cadeias da cordilheira dos Andes (N e NO); lago de Maracaibo (entre as cadeias, no litoral); delta do rio Orinoco (SE); região de platôs baixos (L do Orinoco); planalto das Guianas (O do Orinoco); montanhas (SE).
No complexo embasamento do Planalto das Guianas e na linha de cristal dos maçicos Marítimo e da Cordilheira, na Venezuela, encontram-se as mais antigas formações rochosas da América do Sul. A parte venezuelana do Planalto das Guianas consiste num grande bloco de granito de gnaisses e de outras rochas cristalinas do Arqueano, com camadas subjacentes de arenito e de argila xistosa. O núcleo de granito e da Cordilheira é, em grande parte, flanqueado por camadas sedimentares do Cretáceo, dobradas num estrutura anticlinal. Entre esses sistemas orográficos existem planícies cobertas de camadas terciárias e quaternárias de cascalho, areia e marga argilosa. A depressão em que se encontram lagunas e lagos, entre os quais de Maracaibo, apresenta, na superfície, depósitos de aluvião do Quaternário, sobre camadas do Cretáceo e do Terciário particularmente importantes, porque delas afloraram infiltrações petrolíferas.
Podem-se distinguir três divisões no relevo venezuelano:
- Montanhas Setentrionais: constituem uma ramificação da cordilheira Ocidental dos Andes Setentrionais. Penetram no país pelo oeste, prosseguem na direção nordeste e depois para leste, até o golfo de Paria e a ilha de Trinidad, diminuindo gradualmente de altitude. Essa cordilheira compõem-se de cadeias paralelas entremeadas de vales e flanquedas por páramos. A parte ocidental denomina-se serra Nevada de Mérida e seus picos atingem mais de 4.800 m, como o pico Bolívar (5.007 m). Os páramos alcançam altitude entre 2.400 m e 3.000 m e alguns vales situam-se entre 1.200 m 1.600 m de altura. Na direção leste, as montanhas Setentrionais, conhecidas como Andes Marítimos, declinam até quase desaparecer, ressurgindo mais adiante, paralelas ao golfo de Paria. Vários esporões, de 900 m a 1.500 m de altitude, estendem-se para o norte, encerrando a depressão de Maracaibo (a leste) e constituindo vasta região onde baixas elevações se alternam com vales. Na parte oeste dessa área, encontram-se os montes Segóvia.[1]
- Bacia do Orinoco: A sul dessa região montanhosa acha-se a bacia do Orinoco, extensa planície aluvial que sobe suavemente até encontrar os Andes no centro do país; a sul do rio, essa planície eleva-se abruptamente para o planalto das Guianas. Do sopé dos Andes colombianos a planície estende-se até o delta do Orinoco.
- Planalto das Guianas: A sul e sudeste da bacia do Orinoco estende-se a parte venezuelana do planalto das Guianas, denominada La Gran Sabana. Na fronteira do Brasil e da Guiana acha-se o grande altiplano de Roraima com 2.773 m de altitude. Grande parte do planalto das Guianas é entrecortada de cursos d'água, que correm em profundas gargantas e caem, às vezes, de grandes altitudes, formando quedas d'água como o salto Angel, a catarata mais alta do mundo (1.000m). Para nordeste, essas elevações descem até uma depressão. Entre esta última e o delta do Orinoco eleva-se outra cadeia de montanhas, a serranía Imataca e a altiplanície de Nuria. Na fronteira com o Brasil encontram-se as serras Pacaraima e Parima.[1]